# Bernd Barleben
Bernd Barleben (nascido em 1 de janeiro de 1940) é um ex-ciclista alemão que competiu no ciclismo nos Jogos Olímpicos de Verão de 1960, pela equipe Alemã Unida. Lá, ele ganhou a medalha de prata na perseguição por equipes.